# Camarines Sul
Camarines Sul é um província de  primeira classe de renda da província (d) na região Região de Bicol (Região V), nas Filipinas. De acordo com o censo de 1 de maio  de  2020 possui uma população de 2 068 244 pessoas e 396 642 domicílios.
A sua capital é Pili.

## Subdivisões
Municípios
- Baao
- Balatan
- Bato
- Bombon
- Buhi
- Bula
- Cabusao
- Calabanga
- Camaligan
- Canaman
- Caramoan
- Del Gallego
- Gainza
- Garchitorena
- Goa
- Lagonoy
- Libmanan
- Lupi
- Magarao
- Milaor
- Minalabac
- Nabua
- Ocampo
- Pamplona
- Pasacao
- Pili
- Presentacion
- Ragay
- Sagñay
- San Fernando
- San Jose
- Sipocot
- Siruma
- Tigaon
- Tinambac

Cidades
- Iriga
- Naga  (Independente administrativamente da província mas agrupada sob Camarines Sul pela Autoridade Filipina de Estatísticas.)